# Championnat d'Écosse de football de quatrième division 2016-2017
Navigation
Édition précédente Édition suivante
Le Championnat d'Écosse de football de D4 2016-2017 (ou Ladbrokes League Two pour des raisons de sponsoring), est la 22e édition du Championnat d'Écosse de football D4 dans sa version actuelle.
Cette épreuve regroupe 10 équipes qui s'affrontent quatre fois, sur un total de 36 journées. Le champion est promu en Scottish League One. Le dernier du classement dispute un barrage contre le vainqueur du match entre le champion de Highland Football League et de Lowland Football League pour tenter de se maintenir.

## Les clubs participant à l’édition 2016-2017
| Annan Athletic | Arbroath | Berwick Rangers | Clyde              |
| --- | --- | --- | ------------------ |
| Galabank | Gayfield Park | Shielfield Park | Broadwood Stadium  |
| Capacité: 2,514 | Capacité: 6,600 | Capacité: 4,500 | Capacité: 7,936    |
| | | |                    |
| Cowdenbeath | \| Annan Athletic Arbroath Berwick Rangers Clyde Cowdenbeath Edinburgh City Elgin City Forfar Athletic Montrose Stirling Albion \| | \| Annan Athletic Arbroath Berwick Rangers Clyde Cowdenbeath Edinburgh City Elgin City Forfar Athletic Montrose Stirling Albion \| | Edinburgh City     |
| Central Park | \| Annan Athletic Arbroath Berwick Rangers Clyde Cowdenbeath Edinburgh City Elgin City Forfar Athletic Montrose Stirling Albion \| | \| Annan Athletic Arbroath Berwick Rangers Clyde Cowdenbeath Edinburgh City Elgin City Forfar Athletic Montrose Stirling Albion \| | Meadowbank Stadium |
| Capacité: 4,309 | \| Annan Athletic Arbroath Berwick Rangers Clyde Cowdenbeath Edinburgh City Elgin City Forfar Athletic Montrose Stirling Albion \| | \| Annan Athletic Arbroath Berwick Rangers Clyde Cowdenbeath Edinburgh City Elgin City Forfar Athletic Montrose Stirling Albion \| | Capacité: 16,000   |
| | \| Annan Athletic Arbroath Berwick Rangers Clyde Cowdenbeath Edinburgh City Elgin City Forfar Athletic Montrose Stirling Albion \| | \| Annan Athletic Arbroath Berwick Rangers Clyde Cowdenbeath Edinburgh City Elgin City Forfar Athletic Montrose Stirling Albion \| |                    |
| Elgin City | Forfar Athletic | Montrose | Stirling Albion    |
| Borough Briggs | Station Park | Links Park | Forthbank Stadium  |
| Capacité: 4 520 | Capacité: 6 777 | Capacité: 3 292 | Capacité: 3 808    |
| | | |                    |
| Annan Athletic Arbroath Berwick Rangers Clyde Cowdenbeath Edinburgh City Elgin City Forfar Athletic Montrose Stirling Albion | | |                    |

### Manager et équipementier
| Équipe          | Manager        | Équipementier | Sponsor                         |
| --------------- | -------------- | ------------- | ------------------------------- |
| Annan Athletic  | Jim Chapman    | Stanno        | M&S Engineering Ltd             |
| Arbroath        | Dick Campbell  | Pendle        | Megatech                        |
| Berwick Rangers | John Coughlin  | Zoo Sport     | Automatic Retailing Vending Ltd |
| Clyde           | Barry Ferguson | Hummel        | Cash for Kids                   |
| Cowdenbeath     | Liam Fox       | Uhlsport      | Subsea Pressure Controls        |
| Edinburgh City  | Gary Jardine   | Joma          | Hutchinson Networks             |
| Elgin City      | Jim Weir       | EC 1893       | McDonald & Munro                |
| Forfar Athletic | Gary Bollan    | Pendle        | Orchard Timber Products         |
| Montrose        | Paul Hegarty   | Nike          | Intervention Rentals            |
| Stirling Albion | Stuart McLaren | Macron        | Prudential                      |

### Changement de Manager
| Équipe      | Manager sortant | Raison de départ | Date de départ | Position dans le tableau | Nouveaux manager | Date d'arrivé |
| ----------- | --------------- | ---------------- | -------------- | ------------------------ | ---------------- | ------------- |
| Cowdenbeath | Colin Nish      | Renvoyé          | 12 mai 2016    | Pre-saison               | Liam Fox         | 23 mai 2016   |

## Classement
Le classement est établi sur le barème de points classique (victoire à 3 points, match nul à 1, défaite à 0). Les clubs à égalité de points sont départagés en fonction des critères suivants :
1. Plus grande « différence de buts générale » ;
2. Plus grand nombre de buts marqués.

| Rang | Équipe           | Pts | J  | G  | N  | P  | Bp | Bc | Diff |
| ---- | ---------------- | --- | -- | -- | -- | -- | -- | -- | ---- |
| 1    | Arbroath         | 66  | 36 | 18 | 12 | 6  | 63 | 36 | +27  |
| 2    | Forfar Athletic  | 64  | 36 | 18 | 10 | 8  | 69 | 49 | +20  |
| 3    | Annan Athletic R | 58  | 36 | 18 | 4  | 14 | 61 | 58 | +3   |
| 4    | Montrose         | 52  | 36 | 14 | 10 | 12 | 44 | 53 | -9   |
| 5    | Elgin City       | 51  | 36 | 14 | 9  | 13 | 67 | 47 | +20  |
| 6    | Stirling Albion  | 47  | 36 | 12 | 11 | 13 | 50 | 59 | -9   |
| 7    | Edinburgh City   | 43  | 36 | 11 | 10 | 15 | 38 | 45 | -7   |
| 8    | Berwick Rangers  | 40  | 36 | 10 | 10 | 16 | 50 | 65 | -15  |
| 9    | Clyde            | 38  | 36 | 10 | 8  | 18 | 49 | 64 | -15  |
| 10   | Cowdenbeath      | 35  | 36 | 9  | 8  | 19 | 40 | 55 | -15  |

Promotion
- Promotion en Scottish League One
- Qualification pour les barrages d'accession en Scottish League One

Relégation
- Qualification pour la finale des barrages d'accession en Scottish League Two

## Résultats
| Résultats (▼dom., ►ext.)                                   | ANN | ARB | BER | CLY | COW | EDC | ELG | FOR | MON | STI |
| Annan Athletic                                             |     | 1-2 | 3-1 | 3-2 | 2-0 | 1-1 | 1-0 | 1-2 | 2-3 | 3-2 |
| Arbroath                                                   | 1-1 |     | 1-1 | 4-0 | 0-0 | 0-1 | 3-2 | 2-0 | 0-0 | 5-3 |
| Berwick Rangers                                            | 2-0 | 1-1 |     | 1-1 | 1-1 | 1-3 | 2-4 | 1-2 | 1-2 | 3-2 |
| Clyde                                                      | 2-3 | 3-2 | 3-2 |     | 5-3 | 0-0 | 2-1 | 0-1 | 2-1 | 1-1 |
| Cowdenbeath                                                | 2-2 | 0-2 | 0-2 | 1-0 |     | 2-0 | 0-1 | 3-4 | 2-0 | 0-2 |
| Edinburgh City                                             | 1-0 | 3-3 | 1-2 | 0-1 | 1-1 |     | 1-2 | 2-3 | 0-1 | 2-0 |
| Elgin City                                                 | 0-2 | 0-1 | 6-0 | 0-2 | 3-1 | 3-0 |     | 2-2 | 4-1 | 2-3 |
| Forfar Athletic                                            | 5-1 | 0-1 | 2-0 | 4-3 | 4-3 | 1-1 | 3-2 |     | 1-3 | 4-1 |
| Montrose                                                   | 2-2 | 1-1 | 0-0 | 2-1 | 1-2 | 0-1 | 0-5 | 1-1 |     | 2-2 |
| Stirling Albion                                            | 3-1 | 2-2 | 0-0 | 1-1 | 1-2 | 1-1 | 0-4 | 0-3 | 2-0 |     |
| - Victoire à domicile - Match nul - Victoire à l'extérieur |     |     |     |     |     |     |     |     |     |     |

| Résultats (▼dom., ►ext.)                                   | ANN | ARB | BER | CLY | COW | EDC | ELG | FOR | MON | STI |
| Annan Athletic                                             |     | 2-5 | 2-1 | 1-0 | 1-0 | 1-0 | 1-0 | 1-2 | 5-1 | 4-1 |
| Arbroath                                                   | 1-2 |     | 4-1 | 1-0 | 4-1 | 0-1 | 3-2 | 0-1 | 0-1 | 1-1 |
| Berwick Rangers                                            | 4-1 | 0-2 |     | 4-3 | 1-3 | 3-2 | 0-1 | 3-2 | 0-1 | 0-1 |
| Clyde                                                      | 2-1 | 1-2 | 1-1 |     | 0-2 | 3-1 | 3-2 | 2-2 | 1-2 | 2-3 |
| Cowdenbeath                                                | 0-1 | 1-2 | 0-1 | 1-0 |     | 1-2 | 1-1 | 1-1 | 0-2 | 0-2 |
| Edinburgh City                                             | 2-0 | 0-2 | 2-2 | 0-0 | 1-1 |     | 3-0 | 0-1 | 1-1 | 1-0 |
| Elgin City                                                 | 3-2 | 0-0 | 2-2 | 4-1 | 0-0 | 3-1 |     | 1-1 | 1-1 | 2-2 |
| Forfar Athletic                                            | 2-4 | 1-1 | 2-3 | 3-0 | 3-1 | 1-2 | 1-1 |     | 0-0 | 1-1 |
| Montrose                                                   | 2-3 | 1-3 | 2-1 | 1-1 | 2-1 | 3-0 | 0-3 | 1-0 |     | 1-3 |
| Stirling Albion                                            | 1-0 | 1-1 | 2-2 | 3-0 | 0-3 | 1-0 | 1-0 | 0-3 | 1-2 |     |
| - Victoire à domicile - Match nul - Victoire à l'extérieur |     |     |     |     |     |     |     |     |     |     |

### Barrage de promotion-relégation en League One
Les équipes classées deuxième, troisième et quatrième participent aux barrages. Si une de ces équipes remporte cette compétition prenant la forme d'une coupe en matches aller-retour, elle accède à la division supérieure.
La quatrième équipe participante est l'équipe ayant terminée à l'avant-dernière place de la division supérieure. Si cette équipe remporte la compétition, elle se maintient dans sa division. Dans le cas contraire, elle est reléguée.
|  | Demi-finales | Demi-finales    | Demi-finales | Demi-finales |                 |                 | Finale | Finale | Finale | Finale |
|  |              |                 |              |              |                 |                 |        |        |        |        |
|  |              |                 |              |              |                 |                 |        |        |        |        |
|  | 3e LT        | Annan Athletic  | 2            | 2            |                 |                 |        |        |        |        |
|  | 3e LT        | Annan Athletic  | 2            | 2            |                 |                 |        |        |        |        |
|  | 2e LT        | Forfar Athletic | 2            | 4            |                 |                 |        |        |        |        |
|  | 2e LT        | Forfar Athletic | 2            | 4            | Forfar Athletic | Forfar Athletic | 2      | 5      |        |        |
|  |              |                 |              |              | Forfar Athletic | Forfar Athletic | 2      | 5      |        |        |
|  |              |                 | Peterhead    | Peterhead    | 1               | 1               |        |        |        |        |
|  | 4e LT        | Montrose        | Peterhead    | Peterhead    | 1               | 1               | 1      | 0      |        |        |
|  | 4e LT        | Montrose        |              |              |                 |                 |        | 0      |        |        |
|  | 9e LO        | Peterhead       | 1            | 3            |                 |                 |        |        |        |        |
|  | 9e LO        | Peterhead       | 1            | 3            |                 |                 |        |        |        |        |

Forfar Athletic est promu en Scottish League One tandis que Peterhead est relégué en Scottish League Two.

### Barrage de promotion-relégation en League Two
L'équipe classée à la dernière place participe à ce barrage sur deux matchs où elle est opposée au vainqueur des demi-finales qui oppose le champion de Highland Football League et de Lowland Football League. Le match aller se joue sur le terrain de l'équipe de la division inférieure, et le retour sur celui de l'équipe de League Two. Le vainqueur accède à la Scottish League Two tandis que le perdant accède à la division inférieure.
| Match aller       | East Kilbride | 0 - 0 | Cowdenbeath | K-Park Training Academy, East Kilbride     |                                            |
| 13 mai 2017 15:00 |               |       |             | Spectateurs : 548 Arbitrage : Gavin Duncan | Spectateurs : 548 Arbitrage : Gavin Duncan |
| 13 mai 2017 15:00 | Rapport       |       |             | Spectateurs : 548 Arbitrage : Gavin Duncan | Spectateurs : 548 Arbitrage : Gavin Duncan |

| Match retour      | Cowdenbeath                                   | 1 - 1             | East Kilbride                        | Central Park, Cowdenbeath                        |                                                  |
| 20 mai 2017 14:00 | Mullen 3e                                     | (1 - 0, 1 - 1)    | 64e Gibbons                          | Spectateurs : 1 676 Arbitrage : Craig Charleston | Spectateurs : 1 676 Arbitrage : Craig Charleston |
| 20 mai 2017 14:00 | Rapport                                       |                   |                                      | Spectateurs : 1 676 Arbitrage : Craig Charleston | Spectateurs : 1 676 Arbitrage : Craig Charleston |
| 20 mai 2017 14:00 | Mullen · Renton · Syme · Johnston · Henderson | Tirs au but 5 - 3 | Strachan · McLean · Woods · Victoria | Spectateurs : 1 676 Arbitrage : Craig Charleston | Spectateurs : 1 676 Arbitrage : Craig Charleston |

Cowdenbeath se maintient en Scottish League Two.